# Maria do Céu Nogueira
Maria do Céu de Oliveira Gonçalves Estrada Ornelas Nogueira (São Martinho de Escariz, Vila Verde, 1933) é uma escritora portuguesa.

## Biografia
Nascida em Vila Verde, estudou na Faculdade de Filosofia de Braga onde se licenciou no curso Filosófico-Humanístico.
Foi professora de Português aproximadamente quarenta anos.
Entre 1990 e 2005, fez parte da Associação Cultural e Literária «Autores de Braga».
Como escritora, colabora em vários jornais com textos de crítica literária e social, artigos de opinião, pequenas peças de teatro, contos, crónicas e poemas.

## Obras publicadas
- Histórias Doces de Missangas (1992),
- Duas mãos. Um Conto. Dois olhos (1998),
- Um Ponto, Artifícios de Fogo Preso (2001),
- Contos na Diferença (2003),
- Brincalendo (2006),
- Variações em Fantasia (2007),
- A um Deus Conhecido (2007),
- A Magia do Sonho (2008),
- Mais Perto do Céu (2009),
- Histórias, Memórias e Contos Tontos (2009)
- Na fenda (2010)
- A ilha da promissão (2015)
- Um conto policial (2018)

## Prémios
- Prémio Nacional de Literatura Lions de Portugal com a obra "A Magia do Sonho"